# Aerococcaceae
Aerococcaceae es una familia de bacterias grampositivas anaerobias facultativas. Son cocos ovoides o cocobacilos no móviles, no formadores de endosporas y catalasa-negativos. En general están asociados a mamíferos de sangre caliente y pueden tener importancia clínica humana y veterinaria; encontrándose también en el aire, polvo, suelo, vegetación y muestras marinas.